# Stary Targ (gemeente)
De gemeente Stary Targ is een landgemeente in het Poolse woiwodschap Pommeren, in powiat Sztumski.
De gemeente bestaat uit 14 administratieve plaatsen solectwo: Bukowo (Buchwalde), Dąbrówka Malborska (Deutsch Damerau), Jordanki (Jordanken), Jurkowice (Georgensdorf), Kalwa (Kalwe), Kątki (Kontken), Łoza (Losendorf), Nowy Targ (Neumark in Westpreußen), Ramoty (Ramten), Stary Targ (Altmark in Westpreußen), Szropy (Schroop), Szropy Niziny, Tropy Sztumskie (Troop) en Tulice (Tillendorf).
De zetel van de gemeente is in Stary Targ (Altmark in Westpreußen)
Op 30 juni 2004 telde de gemeente 6594 inwoners.

## Oppervlakte gegevens
In 2002 bedroeg de totale oppervlakte van gemeente Stary Targ 141,04 km², waarvan:
- agrarisch gebied: 81%
- bossen: 9%

De gemeente beslaat 19,3% van de totale oppervlakte van de powiat.

## Demografie
Stand op 30 juni 2004:
| Omschrijving                   | Totaal | Totaal | Vrouwen | Vrouwen | Mannen | Mannen |
| ------------------------------ | ------ | ------ | ------- | ------- | ------ | ------ |
| eenheid                        | aantal | %      | aantal  | %       | aantal | %      |
| inwoners                       | 6594   | 100    | 3275    | 49,7    | 3319   | 50,3   |
| bevolkingsdichtheid (inw./km²) | 46,8   | 46,8   | 23,2    | 23,2    | 23,5   | 23,5   |

In 2002 bedroeg het gemiddelde inkomen per inwoner 2184,48 zł.

## Plaatsen zonder de statussołectwo
Brzozówka (Brosowken), Czerwony Dwór (Rothhof), Dziewięć Włók (Neunhuben), Grzymała (Grzymalla), Igły (Iggeln), Klecewo (Klötzen), Kościelec (Altkirch), Krzyżanki (Wiesenfelde), Lasy (Laase), Łabuń (Laabe), Malewo (Mahlau), Mleczewo (Mlecewo), Olszówka (Olschowken), Osiewo, Pijaki, Pozolia, Szropy-Osiedle, Śledziówka Mała (Klein Heringshöft), Śledziówka Wielka (Groß Heringshöft), Telkwice (Telkwitz), Trankwice (Trankwitz), Tulice Małe (Tillendorf), Waplewko (Klein Waplitz), Waplewo-Osiedle, Waplewo Wielkie (Groß Waplitz) en Zielonki (Grünfelde).

## Aangrenzende gemeenten
Dzierzgoń, Malbork, Mikołajki Pomorskie, Stare Pole, Sztum